# راستی مگی
راستی مگی (انگلیسی: Rusty Magee؛ ۶ اوت ۱۹۵۵ – ۱۶ فوریه ۲۰۰۳ (۴۷ سال)) آهنگساز، کمدین، بازیگر و ترانه‌سرا اهل ایالات متحده آمریکا بود.
از فیلم‌ها یا مجموعه‌های تلویزیونی که وی در آن‌ها نقش داشته است، می‌توان به هانا و خواهرانش اشاره نمود.